# Prosegur
Prosegur Compañía de Seguridad, S.A, ou simplesmente Prosegur, é uma empresa multinacional de segurança, com sede em Madrid, Espanha.

## História

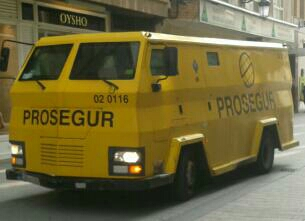
Van blindada da Prosegur

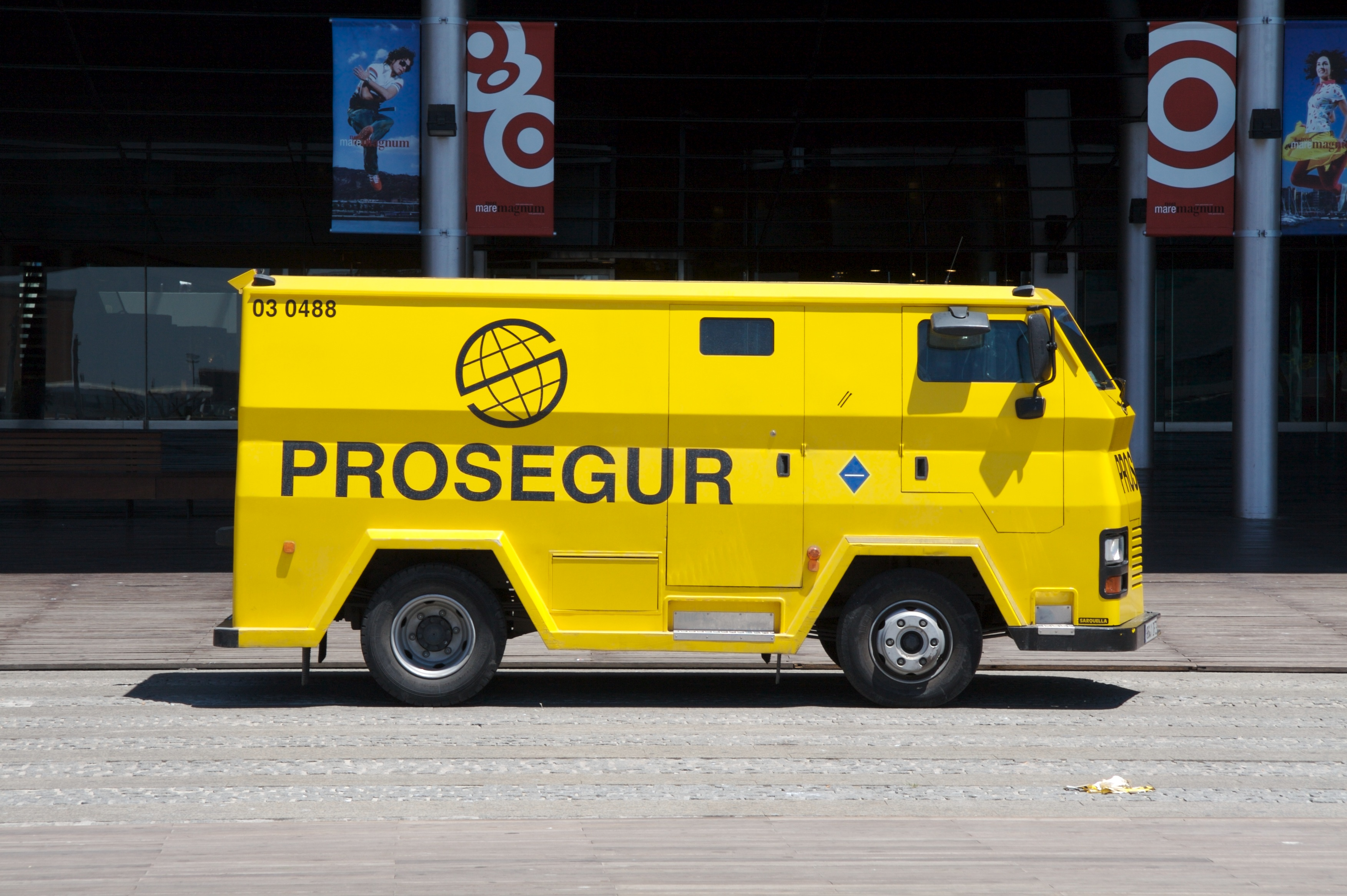
Van blindada da Prosegur (perfil)

A Prosegur foi fundada em 1976 por Herbert Gut. Ela começou como uma companhia de segurança privada, com um foco especial em usinas de energia, instalações industriais e centros comerciais. Em 1987, tornou-se a primeira empresa de segurança a negociar na bolsa de Madrid, e continua a ser a maior empresa no setor da segurança privada na Espanha.

## Presença Global
A Prosegur opera em 21 países, espalhados por 4 continentes. A entrada da Prosegur em novos mercados e a subsequente expansão tem sido, muitas vezes, por meio da aquisição. Suas operações cresceram inicialmente através de Espanha, Portugal e América Latina, mas, desde então, expandiu-se para outras partes da Europa e Ásia.
Em 2013, a Prosegur entrou para o mercado australiano, com a aquisição da segunda maior empresa de transporte de valores do país, a divisão Australiana da Chubb Security por A$145 milhões (€95 milhões). 
A Prosegur detém uma posição de liderança de mercado em muitos dos países em que opera, incluindo Espanha, Brasil e Alemanha.

## Responsabilidade Social
A Prosegur, promove ativamente a práticas socialmente responsáveis. Os exemplos incluem:
- Ela foi premiada com o prémio "Maior Empregador" da Espanha e do Brasil, por maiores Top Employers Institute;[5][6]
- É signatária do Pacto Global das Nações Unidas;[7]
- Ela estabeleceu a Fundação Prosegur, com foco em educação e social e a integração no emprego para pessoas com deficiência e de voluntariado corporativo do trabalho;[8]
- Ela é um membro do Índice FTSE4Good IBEX;[9]
- Em 2013, a Prosegur foi o tema de uma queixa na OCDE alegando graves e contínua negação de direitos humanos e sindicais da América do Sul. Em julho de 2017, o Ponto de Contato Nacional (PCN) da OCDE em Espanha comunicou o encerramento do caso através da publicação de um relatório final. No documento, o PNC obriga a que a UNI GLOBAL UNION obedeça “rigorosamente às Diretrizes da OCDE ao apresentar um caso específico, dado que alguns dos problemas levantados fazem parte da negociação normal entre a empresa e os sindicatos, indo além das funções inerentes ao PNC”. Por outro lado, recomenda à Prosegur que realize uma diligência prévia em matéria de direitos humanos como complemento dos mecanismos já estabelecidos pela empresa. http://www.comercio.gob.es/es-ES/inversiones-exteriores/punto-nacional-contacto-lineas-directrices/PDF/170731-Informe-Final-Prosegur-UNI-GLOBAL-UNION.pdf
- Em 2017, a Prosegur foi novamente comunicadas à OCDE, na Espanha, em um modo chamado de Instância Específica para a Comunicação do suposto grave e contínua negação de direitos humanos e sindicais de trabalhadores na América do Sul e na Índia e a recusa a fazer qualquer investigação interna. [10] Em maio do mesmo ano, o Ponto de Contato Nacional informou as partes da não-aceitação do caso devido à falta de provas entre os factos denunciados e de uma conduta negligente ou mesmo de infração por parte da empresa, e que pudesse não cumprir as Diretrizes da OCDE para Empresas Multinacionais. http://www.comercio.gob.es/es-ES/inversiones-exteriores/punto-nacional-contacto-lineas-directrices/Paginas/punto-nacional-de-contacto-espanol.aspx